# 磯ケ谷
磯ケ谷（いそがや）は、千葉県市原市の三和地区にある大字。郵便番号は290-0204。

## 概要
市原市中央部の三和地区の中央にある。字の西部には上総山田駅を中心とした小規模な住宅街、中央部には不規則な住宅地が広がり、東部には市原学園市原刑務所が立地している。また、松崎を挟んで約17haの飛び地が存在する。

## 地理
北は新堀、北から東は武士、東は大桶及び川在、南は松崎、西は山田と接する。飛び地は、東は川在、南は櫃狭、西から北は松崎と接する。

## 歴史
地名の由来
沿革

## 世帯数と人口
2022年4月1日現在の世帯数と人口は以下の通りである。
| 町丁字 | 世帯数  | 人口  |
| ------ | ------- | ----- |
| 磯ケ谷 | 478世帯 | 968人 |

## 通学区域
市立小中学校及び県立高等学校の通学区域は以下の通りである。
| 町丁字 | 番地 | 小学校             | 中学校             | 高等学校 |
| ------ | ---- | ------------------ | ------------------ | -------- |
| 磯ケ谷 | 全域 | 市原市立養老小学校 | 市原市立三和中学校 | 第9学区  |

## 施設
- 上総山田駅
- 市原刑務所

## 交通

### 鉄道
- 小湊鉄道小湊鉄道線上総山田駅

### 道路
- 国道297号線
- 千葉県道13号市原茂原線